# لجنة التعديلات الدستورية الجزائرية 2020
لجنة التعديلات الدستورية الجزائرية 2020 هي لجنة مكونة من عدة خبراء قانونيين عينها الرئيس عبد المجيد تبون في 8 يناير 2020 من أجل اقتراح وصياغة تعديلات على دستور 2016 يرأسها أحمد لعرابة.

## تشكيل اللجنة
تتشكل اللجنة من 16 عضو خبير في القانون إلى جانب رئيس اللجنة.

### رئيس اللجنة
- أحمد لعاربة

### أعضاء اللجنة
1. وليد عقون، أستاذ جامعي في القانون العام جامعة الجزائر.
2. عبد القادر غيثاوي، أستاذ جامعي في القانون جامعة أدرار.
3. سعاد غوثي، أستاذ جامعي في القانون جامعة الجزائر.
4. بشير يلس شاوش، أستاذ جامعي في القانون جامعة وهران.
5. مصطفى خراجي، أستاذ جامعي في القانون جامعة سيدي بلعباس.
6. مايا سحلي، أستاذ جامعي في القانون جامعة الجزائر.
7. عبد الحق مرسلي، أستاذ جامعي في القانون جامعة تمنراست.
8. نصر الدين بن طيفور، أستاذ جامعي في القانون جامعة تلمسان.
9. ساش لشهب جازية، أستاذ جامعي في القانون جامعة سطيف.
10. سامية سمري، أستاذ جامعي في القانون جامعة الجزائر.
11. خلفان كريم، أستاذ جامعي في القانون جامعة تيزي وزو.
12. موسى زهية، أستاذ جامعي في القانون جامعة الجزائر.
13. عبد الرحمن، جيلالي أستاذ محاضر جامعة خميس مليانة.
14. نبيلة لذرع، أستاذة محاضرة جامعة تيبازة.
15. مصباح أومناس، أستاذ محاضر جامعة الجزائر.
16. فاتح أوقرقوز، دكتور في القانون بجنيف قاضي سابق.